# 2009年8月逝世人物列表
2009年逝世人物列表：1月 - 2月 - 3月 - 4月 - 5月 - 6月 - 7月 - 8月 - 9月 - 10月 - 11月 - 12月
2009年8月逝世人物列表，是用于汇总2009年8月期间逝世人物的列表。

## 依日期排序

### 31日
- 繆天瑞，101歲，中國音樂家。[1]
- 林李秀，73歲，台灣演員，以廣告台詞「電腦嘛會撿土豆！」（電腦也會選花生）出名。[2]

### 29日
- 伍威權，60歳，美心集團業務顧問，美心集團創辦人伍舜德第三子，跳樓自殺身亡。

### 28日
- 理查德·埃甘（英语：Richard Egan (businessman)）（Richard Egan），73歲，美國數據存儲設備巨頭EMC公司聯合創始人，美國前駐愛爾蘭大使，不堪癌症折磨自殺。[3]
- 胡友林，59歲，江蘇悅達集團董事局主席，悅達投資（600805.SH）、悅達礦業（00629.HK）董事長，因肝癌逝世。[4]

### 27日
- 成奎安，54歲，香港電影演員，因鼻咽癌過世。[5]
- 謝爾蓋·弗拉基米羅維奇·米哈爾科夫（俄語：Серге́й Влади́мирович Михалко́в），96歲，俄羅斯著名兒童文學作家、前蘇聯國歌與俄羅斯國歌填詞人。[6]

### 26日
- 林惠官，51歲，中華民國前立法委員，馬祖酒廠董事長，手術後併發感染和敗血症不治。.   [2011-10-30]. （原始内容存档于2009-09-29）.</ref>[7]
- 阿卜杜勒·阿齊茲·哈基姆（阿拉伯語：سید عبد العزيز الحكيم），伊拉克什葉派政黨伊拉克伊斯蘭最高委員會 (阿拉伯語：مجلس النواب العراقي) 領袖，罹肺癌去世。[8]
- 李琦，81歲，畫家，中央美術學院教授。[9]

### 25日
- 泰德·甘迺迪（Edward Moore "Ted" Kennedy），77歲，任美國聯邦參議員達46年，第35任總統約翰·甘迺迪之弟，因患腦癌去世。[10][11]
- 拉里·尼切特爾（Larry Knechtel），69歲，鍵盤大師，曾經為「貓王」埃爾維斯·普雷斯利以及南方小雞組合擔任過鍵盤手，格萊美獎得主，因心臟病發作在洛杉磯當地的一家醫院中逝世。[12]

### 24日
- 托尼·塞勒（Anton Engelbert 「Toni」 Sailer），73歲，奧地利著名滑雪運動選手，於1956年冬季奧林匹克運動會上連續奪得滑降、障礙滑雪、大迴轉三項金牌，為奧運史上第一人，久病不治。[13]
- 方心讓爵士，86歲，香港前行政局、立法局兩局非官守議員、骨科醫生、香港復康會創辦人，前政務司司長陳方安生四叔，社聯行政總裁方敏生父親。[14][15]

### 20日
- 吳泓，46歲，《時尚》雜誌社社長兼總編輯、時尚傳媒集團總裁。[16]
- 沈默君，85歲，筆名遲雨，劇作家。電影《南征北戰》《渡江偵察記》《海魂》的編劇。[17]

### 19日
- 唐·休伊特（Don Hewitt），84歲，新聞節目《60分鐘時事雜誌》（60 Minutes）製作人，因患胰腺癌去世。[18][19]
- 舒蕪，87歲，原名方管，作家。因在1955年胡風事件中被指「主動告密」而廣受爭議。[20]

### 18日
- 金大中（韓語：김대중），85歲，第15任大韓民國總統，2000年諾貝爾和平獎得主，因肺炎造成之併發症逝世。[21][22]
- 孙楚源 ，65岁，湖南省军区政治部主任，解放军少将
- 祁果 ，92岁，中共新疆维吾尔自治区顾问委员会副主任
- 舒芜，87岁 ，著名文学评论家、作家，中国社会科学院《中国社会科学》杂志社编审
- 方傳流，95歲，吉林工業大學副校長、創办人之一，汽車工程領域著名学者。[23]
- 羅伯特·諾瓦克（Robert David Sanders "Bob" Novak），78歲，美國著名保守派專欄作家、時事評論員、CNN節目主持人，罹腦癌去世。[24]
- 希德嘉·貝蓮絲（Hildegard Behrens），72歲，德國著名女高音，1990年葛萊美獎最佳歌劇專輯共同得獎人，罹大動脈瘤去世。[25]

### 17日
- 王玉雲, 84歲, 前台灣高雄市市長, 前中興銀行董事長, 在中國杭州病逝.[26]

### 16日
- 何思謙，62歲，澳門第三至第五屆澳門立法會 (澳葡時期)議員及澳門消費者委員會前主席，自殺身亡。[27][28]

### 15日
- 松林宗惠（松林 宗恵），89歲，日本電影導演。[29]

### 13日
- 萊斯·保羅（Les Paul），94歲，美國著名吉他演奏家、電吉他之父，肺炎引起併發症在紐約去世。[30][31]
- 柳存仁，92歲，澳洲著名華裔漢學家，澳洲人文科學院首屆院士、英國及北愛爾蘭皇家亞洲學會會員。[32][33]

### 11日
- 尤尼斯·肯尼迪·施萊弗 （Eunice Kennedy Shriver），88歲，美國前總統約翰·肯尼迪（John F. Kennedy）胞妹、的岳母、特殊奧運會創始人。[34][35][36]

### 8日
- 丹尼爾·查基（Daniel Jarque），26歲，西班牙足球運動員，西甲足球俱樂部西班牙人隊隊長，心力衰竭猝死。[37]

### 6日
- 約翰·休斯（John Hughes, Jr.），59歲，美國電影導演、編劇及電影監製，心肌梗死。[38]
- 威利·迪威勒（Willy DeVille），58歲，開創性朋克樂隊Mink DeVille樂隊（英语：Mink DeVille）創始人，搖滾樂代表性人物，因肺癌去世。[39][40]

### 5日
- 文英（本名龔黃錦涼），日治時期日文名－「英子」（えいこ），72歲，台灣資深台語電視劇及電影演員，肺腺癌。[41]

### 2日
- 古橋廣之進（古橋廣之進），80歳，日本前游泳選手。[42]

### 1日
- 柯拉蓉·艾奎諾（Corazon Aquino），76歲，菲律賓首位女總統，結腸癌。[43]
- 景榮慶，85歲，京劇花臉表演藝術家。[44]
- 娜歐蜜·席姆斯（Naomi Sims），61歲，美國首位黑人模特兒，因癌症逝世。[45]